# Medion

CRT-Monitor der Marke Medion. Hersteller war unter anderem Acer.

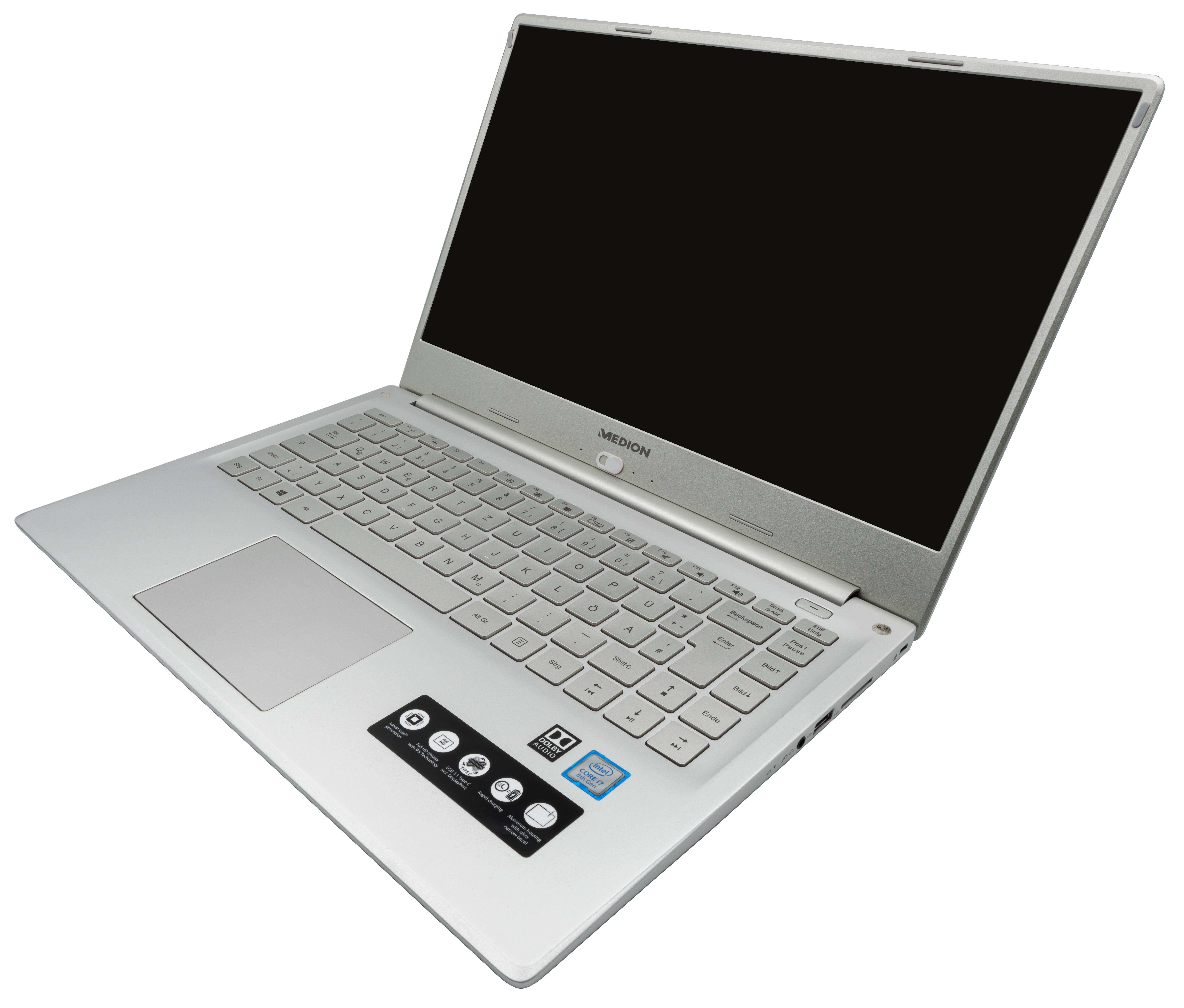
Notebook der Marke Medion Akoya

Die Medion AG (eigene Schreibweise: MEDION) ist ein in Essen ansässiges Unternehmen, das elektronische Produkte konzipiert, zusammenstellt und vertreibt. Geschäftssitz ist die ehemalige Gustav-Heinemann-Kaserne in Essen-Kray, Mehrheitseigentümer ist seit Juli 2011 der chinesische Konzern Lenovo. Davor war das Unternehmen seit der Auflösung von Fujitsu Siemens Computers und bis zur Übernahme durch Lenovo der größte eigenständige deutsche und europäische Hersteller von Einzelplatzrechnern.

## Unternehmensprofil
Medion hat Niederlassungen in Mülheim an der Ruhr, Oberursel (Taunus), Essen, Großbritannien, Frankreich sowie Tochtergesellschaften in Hongkong, USA und Australien, wobei mangels Erfolg ein vorübergehender Rückzug bis Dezember 2013 aus dem amerikanischen Markt stattfand. Das Unternehmen beliefert in den jeweiligen Ländern vornehmlich große Handelsketten, wobei Produkte auch nach dem Build-to-Order-Prinzip gebaut werden.
Die Produktpalette beinhaltet PC- und Multimediaprodukte (wie Computer, Fernseher, Bildschirme, Notebooks), Unterhaltungselektronik (wie Audio-Anlagen, Internetradios und Bluetooth-Lautsprecher), Kommunikationstechnik (wie Tablets) sowie Haushaltsgeräte (wie Küchenmaschinen, Kühlschränke und Waschmaschinen). Im Discountbereich verwendete Medion bis November 2018 auch die Marke Lifetec.
Seit 2005 besitzt Medion eine eigene Marke als Mobilfunkanbieter mit dem Namen MEDIONmobile oder Aldi Talk. Diese bietet in Kooperation mit der Telefónica Deutschland Holding online sowie in den deutschen Aldi-Filialen Discount-Prepaid-Tarife an. Im selben Jahr startete auch der Fotoservice Aldi Foto. In Australien werden seit 2013 Mobilfunkangebote ebenfalls in Kooperation mit dem Vertriebspartner Aldi in dessen Ladengeschäften unter der Marke ALDImobile angeboten.
Im Dezember 2011 vertrieb Medion den ersten Tablet-PC in Kooperation mit Olivetti. Nachdem Medion bereits mehrere Medionmobile-Handys vertrieben hatte, brachte das Unternehmen Anfang 2012 in Zusammenarbeit mit dem chinesischen Unternehmen ZTE das erste eigene Smartphone auf Basis des Betriebssystems Android auf den Markt.
Seit 2015 bietet Medion gemeinsam mit Napster den Musikstreaming-Dienst Aldi Life Musik powered by Napster an. 2016 folgte der E-Book-Service Aldi Life eBooks.
Seit 2016 bietet Medion auch ein eigenes Smart-Home-System an. Zur IFA 2017 stellte Medion einen Sprachassistenten vor, der mit dem System Alexa von Amazon funktioniert.
Zusätzlich bot Medion einige Zeit lang über Windows Essentials von Microsoft den Freemail-Service MedionMail an. Mit diesem Service konnte man alle bekannten Outlook-Funktionen unter der Bezeichnung „Medion-Konto“ nutzen; die E-Mail-Domain lautete dann medionmail.com. Der Service wurde jedoch wieder eingestellt.

## Geschichte
Das Unternehmen wurde 1983 als Brachmann & Linnemann OHG gegründet und 1985 in Medion, Brachmann & Linnemann OHG umfirmiert. Das Unternehmen ging am 2. Oktober 1998 an die Börse. Bis zum Jahre 2004 verzeichnete das Unternehmen kräftige Umsatzsteigerungen, die in einigen Jahren im zweistelligen Prozent-Bereich lagen. Danach hat jedoch auch Medion die allgemeine Konsumflaute sowie die Abhängigkeit von wenigen großen Handelsketten als Kunden, z. B. Aldi, zu spüren bekommen. Dies hatte sich deutlich auf den Gewinn ausgewirkt und wurde auf der Hauptversammlung am 12. Mai 2005 konkret mit Zahlen untermauert. Auch für das Jahr 2006 wurden schlechte Ergebnisse bekanntgegeben, und zum ersten Mal in der Unternehmensgeschichte wurde ein Handelsjahr mit Verlusten abgeschlossen.
Der am 29. März 2008 veröffentlichte Jahresbericht für 2007 wies jedoch bei leicht gestiegenem Umsatz wieder einen Jahresüberschuss aus. So erwirtschaftete Medion 2007 wieder schwarze Zahlen und konnte einen Jahresüberschuss von 20 Millionen Euro verbuchen. Das EBIT betrug 29,55 Millionen Euro. Der Umsatz stieg damit um 3,4 % auf 1,66 Milliarden Euro.
Anfang Juni 2011 wurde angekündigt, dass der chinesische Elektronikkonzern Lenovo das Unternehmen für einen Betrag von insgesamt 629 Millionen Euro übernehmen wolle. Den Aktionären wurden 13 Euro je Aktie in bar angeboten. Der bisherige Mehrheitsaktionär, Vorstandsvorsitzender Gerd Brachmann, machte vom Angebot größtenteils Gebrauch. Er gab 17,75 Millionen Aktien für rund 230 Millionen Euro ab. Im Juli 2011 verfügte Lenovo über mehr als 75 Prozent der Aktien von Medion. Ende Oktober 2023 stellte Medion einen überarbeiteten Markenauftritt mit neuem Logo vor. Zusätzlich wurden die Webshops in Spanien und den Niederlanden geschlossen.

## Eigentümerstruktur
| Anteil  | Anteilseigner        |
| ------- | -------------------- |
| 80,08 % | Lenovo Group Limited |
| 7,72 %  | Medion AG            |
| 6,14 %  | Streubesitz          |

Stand: 19. Juli 2022

## Medion als Sponsor

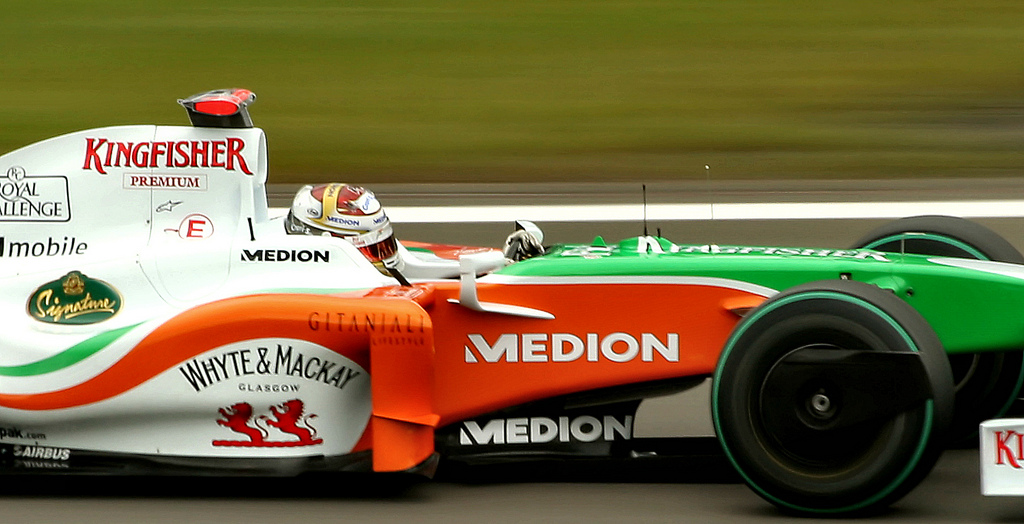
Medion-Werbung in der Formel 1 (Force India, 2009)

Medion tritt häufig als Sponsor von Sportvereinen oder Sportlern auf. So wurde bei der Tour de France das Team Bianchi – in dem auch Jan Ullrich fuhr – von Medion gesponsert. Seit der Saison 2006/07 war Medion Premiumpartner des FC Bayern München. Medion ist Nebensponsor von Rot-Weiss Essen. Seit einigen Jahren tritt Medion auch im E-Sport als Sponsor auf und unterstützte beispielsweise die Electronic Sports League, mousesports und SK Gaming. In der Formel 1 trat Medion als privater Sponsor von Adrian Sutil auf.

## Unternehmenslogo-Historie

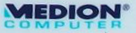
Unternehmenslogo im Jahr 1995
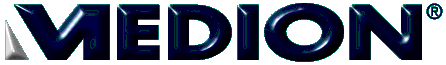
Unternehmenslogo 1996–1997
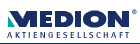
Unternehmenslogo 1998–2003
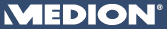
Unternehmenslogo 2004–2006
Unternehmenslogo 2007–2023
Alternatives Unternehmenslogo auf den Produkten bis zum Jahr 2023